# 2015년 방콕 폭탄 테러
2015년 방콕 폭탄 테러(태국어: เหตุระเบิดในกรุงเทพมหานคร พ.ศ. 2558)는 2015년 8월 17일 오후 7시 (THT), 태국 방콕 파툼완 구의 라차프라송 교차로에 자리한 에라완 사원 부근에서 일어난 폭탄 테러 사건이다. 현재까지 20명이 사망하고 125명 이상이 부상당한 것으로 알려졌다.

## 배경
2015년 2월에도 방콕 싸얌 파라곤 쇼핑거리 근처의 라차프라송 스카이워크 바깥에서 두 개의 폭탄이 터져 2명이 부상당했던 적이 있었다. 당시 폭발은 누군가 정치적인 목적으로 벌인 것으로 여겨졌다. 4월에는 사무이 섬에서 차량 폭탄 테러가 일어났었다.

## 폭탄 테러
2015년 8월 17일 태국 시각 18시 56분 (UTC 11시 56분) 경, 방콕 도심 에라완 사원 근처 사람들로 붐비던 라차프라송 교차로에서 폭탄 하나가 폭발했다
솜욧 품판무앙 경찰총장은 힌두 사원인 에라완 사원 근처 의자에 설치된 TNT 3kg의 사제 파이프 폭탄이 터졌으며, 이 폭탄의 파괴력이 반경 100ｍ에 미쳤다고 발표했다. 태국 정부 대변인인 웨라촌 수콘다파티팍은 "아직 자신들의 소행이라고 자처하는 단체가 나오지 않고 있어 이번 폭발을 테러 공격으로 연결시키기는 이르다"고 말했다.

### 사상자
사망자는 중국인 2명, 홍콩인 2명, 말레이시아인 2명, 싱가포르인 1명 등 외국인이 7명 포함되었고, 태국인도 5명이 사망했으며, 나머지 사망자들은 8월 18일까지 신원이 파악되지 않았다.

## 대응
폭발 직후 근처에 있던 스카이트레인 운행이 한때 중단되기도 했다.
태국 정부는 방콕 시내 주요 지점과 관광지 등에 경비를 강화했으며, 8월 18일 방콕시내 438개 학교가 임시 휴교령을 내렸다.

## 참조
1. 1 2 3 4  “Bangkok bomb: Attack aimed to kill foreigners - Thai minister”. BBC 뉴스. 2015년 8월 18일에 확인함.
2. ↑  “Bomb Blast In Central Bangkok Kills At Least 12”. 스카이 뉴스. 2015년 8월 17일에 확인함.
3. 1 2  “인파 몰린 방콕 관광명소서 폭탄 폭발…16명 사망,수십명 부상(종합2보)”. 연합뉴스. 2015년 8월 18일. 2015년 8월 18일에 확인함.
4. 1 2  “Thailand steps up security in Bangkok after bomb blasts at luxury mall”. euronews. 2015년 8월 17일에 확인함.
5. ↑  Fuller, Thomas (2015년 8월 17일). “Explosion in Bangkok Kills at Least 12”. 《The New York Times》. ISSN 0362-4331. 2015년 8월 17일에 확인함.
6. ↑  방콕 폭탄테러 사망자 21명으로…"관광산업 타격 노린 듯" - 연합뉴스

## 같이 보기
- 2015년 톈진 폭발 사고